# Grand Street

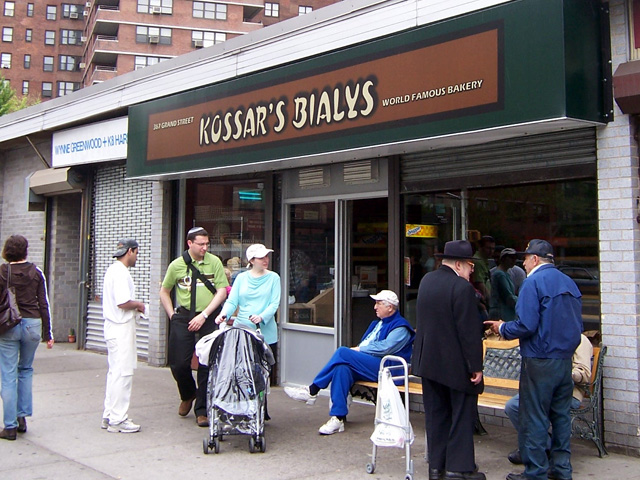
Kossar's Bialys

Grand Street és un carrer de la Lower East Side de Manhattan, a New York. És paral·lel a Delancey Street i s'estén de  Little Italy a l'East River. El Cooperative Village cobreix diversos blocks a l'extrem est del carrer, prop del Williamsburg Bridge. Entre els altres edificis cèlebres de la ciutat, es troba el quarter general del New York City Police Department, o també la Bialystoker Synagogue. La història de Grand Street està molt vinculada a la de la comunitat  jueva el que explica que la majoria dels grans comerços de la Lower East Side administrats per jueus estan situats a Grand Street.